# Asim Vokshi
Asim Vokshi, född 1909 i Gjakova i vilâyet Kosovo i dåvarande Osmanska riket, död 1937, var en frivillig albansk soldat i spanska inbördeskriget. Han förde befäl över bataljonen Garibaldi.
Asim Vokshi var elev vid en militärhögskola i Italien.